# Juan Gutierrez

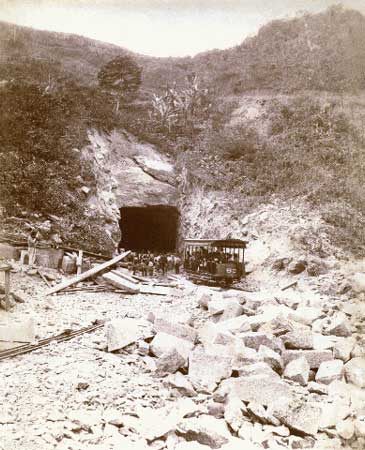
Túnel Velho, em Copacabana, 1893/1894

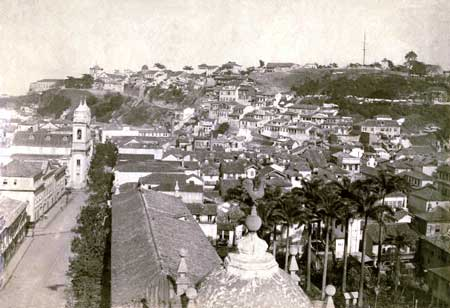
Morro do Castelo, 1893/1894

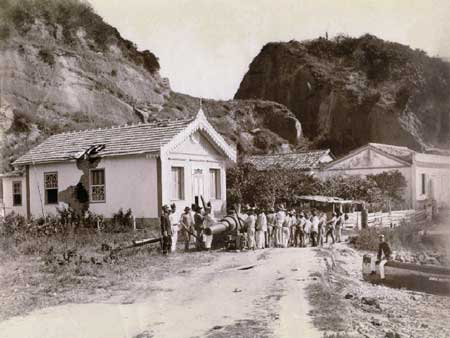
Revolta da Armada: trabalhadores empurrando um canhão, 1894

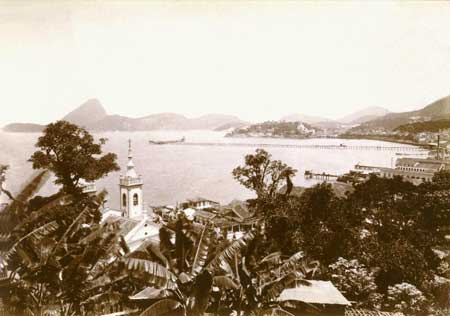
Praia de Santa Luzia, 1893/1894

Juan Gutierrez de Padilla (Antilhas, 1859 – Belo Monte, provavelmente no dia 28 de junho de 1897) foi um fotógrafo espanhol, nascido nas Antilhas.
Estabeleceu-se no Rio de Janeiro por volta de 1880, como proprietário da loja Photographia União, na Rua da Carioca. Tornou-se fotógrafo da Casa Imperial em 1889, último ano de existência do Império do Brasil.
Em 1893, foi contratado pelo Exército para documentar a preparação das tropas que enfrentariam os revoltos durante a Revolta da Armada. A série de fotos sobre o tema é considerada a sua principal contribuição para a fotografia no Brasil.
Entretanto, foi também paisagista, tendo fotografado várias cenas do Rio Antigo. Era amigo dos boêmios e frequentador das casas noturnas da cidade.
Foi contratado pelo Exército para registrar em fotos a Guerra de Canudos, tendo morrido provavelmente no dia 28 de junho de 1897.